# Hervé Buirette
Pour les articles homonymes, voir Buirette.
Hervé Buirette est un mixeur français.

## Biographie
Il fait ses études à l'École nationale supérieure Louis-Lumière, dont il sort diplômé en 1979.

## Filmographie (sélection)

### Cinéma
- 2001 : De l'amour de Jean-François Richet
- 2003 : La Beuze de François Desagnat et Thomas Sorriaux
- 2003 : Les Marins perdus de Claire Devers
- 2005 : Man to Man de Régis Wargnier
- 2005 : Chok-Dee de Xavier Durringer
- 2008 : Les Sept Jours de Ronit Elkabetz et Shlomi Elkabetz
- 2008 : Ça se soigne ? de Laurent Chouchan
- 2008 : L'Ennemi public n° 1 de Jean-François Richet
- 2008 : L'Instinct de mort de Jean-François Richet
- 2008 : Disco de Fabien Onteniente
- 2010 : Camping 2 de Fabien Onteniente
- 2011 : Notre paradis de Gaël Morel
- 2012 : Ombline de Stéphane Cazes
- 2013 : Kidon d'Emmanuel Naccache
- 2013 : Jours de cendre de Amar Sifodil
- 2014 : Les Amitiés invisibles (Die Lügen der Sieger) de Christoph Hochhäusler
- 2015 : Suite armoricaine de Pascale Breton
- 2015 : Connasse, princesse des cœurs de Noémie Saglio et Éloïse Lang
- 2015 : Chic ! de Jérôme Cornuau
- 2016 : La Fine Équipe de Magaly Richard-Serrano

### Télévision
- 2008 : Clara Sheller (6 épisodes)
- 2009 : Pigalle, la nuit (8 épisodes)
- 2010-2013 : Maison close (16 épisodes)
- 2012 : Kaboul Kitchen
- 2013 : Odysseus (12 épisodes)

## Distinctions

### Récompenses
- César 2009 : César du meilleur son pour L'Instinct de mort et L'Ennemi public nº 1